# این-ان-اوت

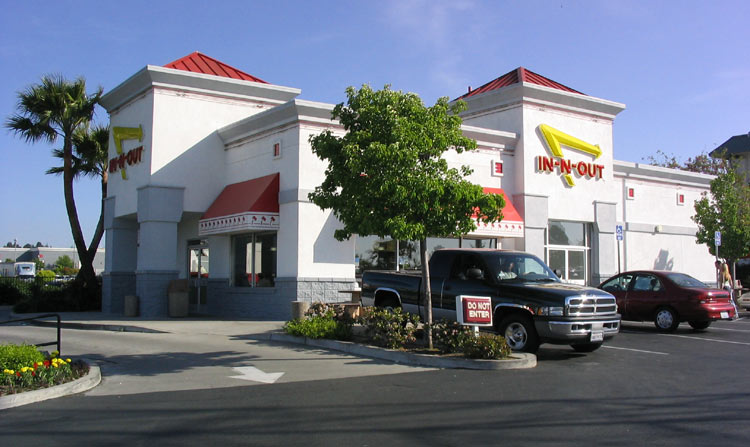
شعبه‌ای از این-ان-اوت در پینول، کالیفرنیا

این-ان-اوت (به انگلیسی: In-N-Out) رستوران‌های فست‌فود زنجیره‌ای آمریکایی است، که مالک شبکه‌ای از ۲۹۰ شعبه در ایالت‌های جنوب غربی آمریکا، به مرکزیت کالیفرنیا می‌باشد.
این-ان-اوت برگر در سال ۱۹۴۸ توسط هری و استر اسنایدر، در شهر بالدوین پارک، کالیفرنیا راه‌اندازی شد و در طول بیش از نیم قرن، به کندی توسعه یافته و هم‌اکنون تحت مدیریت لینزی تورس (نوه هری استر) در ایالت‌های کالیفرنیا، آریزونا، نوادا، یوتا و تگزاس فعالیت می‌کند. دفتر مرکزی این شرکت در شهر ارواین، کالیفرنیا قرار دارد.